# ابن فوطی
کمال‌الدین عبدالرزاق بن احمد بن محمد معروف به ابن فُوَطی و ابن صابونی (۲۵ ژوئن ۱۲۴۴– ۱۲ ژانویهٔ ۱۳۲۳) مورخ و دانشمند مسلمان قرن ۷ و ۸ ه‍. ق و کتابدار رصدخانه مراغه بوده است.

## نام و تبار
نام کامل ابن فوطی بدین گونه است: کمال الدین عبدالرزاق احمد بن محمد صابونی معروف به ابن فوطی؛ وی اصالتاً ایرانی و از اهالی مرو خراسان است.

## زادروز
او در ۲۵ ژوئن ۱۲۴۴ میلادی همزمان با ۵ تیر ۶۲۳ خورشیدی در محله خاتونیه، بغداد زاده شد.

## ارتباط با خواجه نصیر طوسی
وی از این جهت که با دربار عباسی مرتبط بود، پس از سقوط عباسیان توسط مغول اسیر شد ولی با شفاعت خواجه نصیر طوسی از زندان آزاد گشت. وی در آثار خویش از اخلاق و دانش و منش نیک خواجه نصیر بسیار یاد می‌کند. ابن فوطی در زمان ارتباط با عباسیان و نیز مغولان سنی شده، یا تقیه می‌کرد یا مذهب تسنن داشت و بعدها بر اثر ارتباط با عالمان شیعه مستبصر گشته و شیعه شده است. (الحقائق الراهنه، آقا بزرگ تهرانی، صص۱۱۳–۱۱۶)

## اشتغال
ابن فوطی مدتی خازن مدرسه مستنصریه بغداد و زمانی کتابدار رصدخانه مراغه بود و چندی در خدمت رشید الدین فضل‌الله همدانی اشتغال داشت.

## آثار
ابن فوطی زبان فارسی را کاملاً می‌دانست و اشعاری نیز به فارسی دارد. معروف‌ترین کتاب وی مجمع الآداب فی معجم الالقاب در پنجاه جلد است که تنها یک جلد (جلد چهارم) آن باقی‌مانده است؛ ولی تلخیص این کتاب ۵۰ جلدی در دست است و توسط مصطفی جواد چاپ شده است. همچنین دیگر اثر وی که الحوادث الجامعه نام دارد در تهران چاپ شده است.

## مرگ
وی عاقبت در سال ۷۲۳ ق در بغداد درگذشت.